# Kičevo
Kičevo (makedonsky Кичево [ˈkitʃɛvɔ]IPA, albánsky Kërçovë nebo Kërçova) je město v západní části Severní Makedonie. Rozkládá se v údolí jihovýchodních svahů hory Bistra, mezi městy Ochrid a Gostivar. Hlavní město Skopje je 112 km daleko. Město Kičevo je administrativním centrem stejnojmenné opštiny.

## Populace
Kičevo má 27 067 obyvatel. Největší etnickou skupinou jsou Makedonci, kteří představují 55,5% (15 031 obyvatel), následují je Albánci s podílem 28,2% (7 641 obyvatel), Turci s 2 406 obyvateli (8,9%) a Romů je 4,9%.  Ortodoxní křesťané jsou zastoupeni 55,9 % (15 139 lidí) na městské populaci, dle roku 2002. Zatímco muslimové, druhá největší náboženská skupina, čítá 11 759 věřících (43,4%).
Mezi nejčastější mluvené jazyky patří makedonština (62,5%), albánština (28,2%), turečtina (8,0%) a rómština 0,4%.
| Etnické skupiny | 1948  | 1948  | 1953  | 1953  | 1961   | 1961   | 1971   | 1971   | 1981   | 1981   | 1994   | 1994   | 2002   | 2002   |
| Etnické skupiny | Počet | %     | Počet | %     | Počet  | %      | Počet  | %      | Počet  | %      | Počet  | %      | Počet  | %      |
| --------------- | ----- | ----- | ----- | ----- | ------ | ------ | ------ | ------ | ------ | ------ | ------ | ------ | ------ | ------ |
| Makedonci       | ..    | ..    | 3 747 | 39,2  | 6 809  | 66,0   | 9 900  | 64,3   | 13 236 | 58,9   | 15 255 | 60,7   | 15 031 | 55,5   |
| Albánci         | ..    | ..    | 232   | 2,4   | 681    | 6,6    | 2 284  | 14,9   | 4 516  | 20,1   | 5 902  | 23,5   | 7 641  | 28,2   |
| Turci           | ..    | ..    | 4 749 | 49,7  | 2 079  | 20,2   | 2 041  | 13,3   | 2 175  | 9,7    | 2 175  | 8,7    | 2 406  | 8,9    |
| Rómové          | ..    | ..    | 54    | 0,6   | 0      | 0,0    | 17     | 0,1    | 304    | 1,3    | 1 235  | 4,9    | 1 329  | 4,9    |
| Valaši          | ..    | ..    | 4     | 0,1   | 0      | 0,0    | 0      | 0,0    | 5      | 0,0    | 15     | 0,1    | 75     | 0,3    |
| Srbové          | ..    | ..    | 484   | 5,1   | 394    | 3,8    | 305    | 2,0    | 203    | 0,9    | 96     | 0,4    | 82     | 0,3    |
| Bosňáci         | ..    | ..    | 0     | 0,0   | 0      | 0,0    | 0      | 0,0    | 0      | 0,0    | 0      | 0,0    | 7      | 0,0    |
| Jiné skupiny    | ..    | ..    | 297   | 3,1   | 394    | 3,5    | 846    | 5,5    | 2 040  | 9,1    | 451    | 1,8    | 496    | 1,8    |
| Celkem          | 7 280 | 7 280 | 9 567 | 9 567 | 10 324 | 10 324 | 15 393 | 15 393 | 22 479 | 22 479 | 25 129 | 25 129 | 27 076 | 27 076 |

## Ekonomika
Město bylo v Jugoslávii známé především díky rozsáhlému dolu na železnou rudu, který se nachází v blízkosti města v lokalitě Tajmište. Jeho vznik financovala jugoslávská vláda.

## Doprava
Do Kičeva směřuje železniční trať ze Skopje, která dříve vedla až k běhu Ochridského jezera a do města Ochridu. Západně od města je budována také dálnice A2, která by ve svém novém úseku měla zajistit napojení města na severozápad země (tj. města Tetovo, Gostivar a dále do Skopje). Hlavní silniční tah přes město Kičevo směřuje v obdobném gardu.